# Alphonse Ryckmans
Pour les articles homonymes, voir Ryckmans.
Alphonse Ryckmans, né le 3 octobre 1857 et décédé le 3 janvier 1931, fut un homme politique conservateur catholique belge d'Anvers.
Ryckmans fut avocat et sénateur provincial de la province d'Anvers de 1912 à 1921, sénateur coopté (1921-1925) et sénateur de l'arrondissement d'Anvers (1925-1931). Il fut aussi conseiller communal d'Anvers.

## Généalogie
Il épousa Clémence Van Ryn, ils eurent six enfants, dont Pierre.

## Distinction
- Commandeur de l'ordre de Léopold (en 1919).

## Sources
- Biographie de son fils Pierre Ryckmans sur arch.be (Les archives de l'État en Belgique)